# Franca Düwel
Franca Düwel (* 1967) ist eine deutsche Autorin und Drehbuchautorin.

## Leben
Düwel studierte Literaturwissenschaften und Pädagogik und begann nach diversen Stationen in der Filmbranche, als Drehbuchautorin zu arbeiten. Sie lebt mit ihrer Familie, bestehend aus ihrem Mann und ihren Töchtern, in der Nähe von Hamburg.

## Werk (Auszug)
Unter dem Pseudonym Katharina Mestre (auch Katherina Mestre) konzipierte Düwel die Kinderkrimi-Serie Die Pfefferkörner und schrieb die Drehbücher der Folgen 1 bis 23. Auch schrieb sie einige Drehbücher späterer Staffeln sowie das Konzept für Staffel 7 und 8. Die Serie wurde mehrfach für Preise nominiert und ausgezeichnet, u. a. mit dem Goldenen Spatzen. Außerdem verfasste Düwel mehrere Folgen der preisgekrönten ARD-Serie Berlin, Berlin. Ihr Romandebüt mit dem Titel Julie und Schneewittchen – Schlimmer geht’s immer, illustriert von Katja Spitzer, veröffentlichte Düwel 2009 im Arena Verlag. Seither sind im selben Verlag die Fortsetzungsbände Julie und die schwarzen Schafe, Julie und das Herzschlamassel sowie Julie und die Frage, was Jungs wollen und Julie und der achte Himmel erschienen.

## Julie und Schneewittchen

### Inhalt
„Julie und Schneewittchen“ ist ein Tagebuchroman, geschrieben von der 12-jährigen Protagonistin Julie. Jeder Tagebucheintrag beginnt mit Höhepunkten und Tiefpunkten des Tages. Julie hat mit ihren durch die neugeborene Schwester überforderten Eltern, ihrer ehemals besten Freundin in der Schule, dem süßesten Jungen der Welt und einer Klassenkameradin, die Hilfe braucht, aber sich nicht helfen lassen will, zu kämpfen. Zum „Reden“ muss Julies Tagebuch herhalten, später dann zusätzlich Sharon von der Telefonsex-Hotline aus dem Nachtprogramm. Schließlich muss Julie zu allen anderen Problemen auch noch die Rettung der elterlichen Ehe auf die ToDo-Liste setzen.

### Charaktere
- Julie Ahlberg

Julie ist zwölf Jahre alt und gerade Schwester geworden. Durch das neue Baby haben die Eltern wenig Zeit für Julie, sodass sie sich mit ihren Problemen an andere Gesprächspartner wendet. Julie findet, ihr Leben bestehe aus mehr Tief- als Höhepunkten…
- Ottilie

Ottilie heißt eigentlich Eva und ist Julies kleine Schwester. Wenn sie ein Junge geworden wäre, hätte sie Otto geheißen, und Julie findet, Ottilie passt besser zu ihr. Erinnert ihr Aussehen Julie anfangs noch an einen „hochroten, glatzköpfigen Zwerg“, merkt Julie doch schnell, dass sie Ottilie „ganz doll liebhat“.
- Herr und Frau Ahlberg

Julies Eltern. Während ihre Mutter mit Hormonschwankungen nach der Geburt von Ottilie zu kämpfen hat und ständig weint, muss der Vater in der Werbeagentur um einen angesehenen Auftrag bangen und riskiert, den Loser-Auftrag für die Hundefutter-Werbung zu bekommen.
- Mumi

Mumi ist Julies Oma mütterlicherseits. Sie befindet sich gerade in einer Selbstfindungsphase und hat sich ein Schweigegelübde auferlegt. Somit fällt sie lange Zeit als Gesprächspartnerin für Julie aus.
- Hanna

Hanna ist das beliebteste Mädchen der Klasse. Wer zu ihrer Clique gehört, ist automatisch beliebt. Wer allerdings bei ihr auf der Abschlussliste steht, hat so gut wie verloren. Sie entpuppt sich als arroganter und fieser als Julie es je für möglich gehalten hätte.
- Scharina

Scharina ist das Lieblingsopfer von Hanna. Sie lebt in einem – euphemistisch ausgedrückt – schwierigen familiären Umfeld, wie Julie unfreiwillig feststellt. Scharina wehrt sich hartnäckig gegen Julies Hilfsversuche.
- Ben

Ben ist 14 und Julies Nachbar. Mit blonden Locken und blauen Augen der süßeste Junge der Welt. Das begreift Julie aber erst, als es schon zu spät ist. Ben mag Julie und Julie mag Ben, und trotzdem kann noch eine Menge schiefgehen.
- Sharon

Sharon arbeitet nebenher bei der Telefonsex-Hotline und wird Julies Zuhörer und Ratgeber zu den Zeiten, zu denen alles ganz schrecklich ist und weder Freundin noch Eltern oder Großmutter zum Reden zur Verfügung stehen.

### Genre
Ein Tagebuchroman ist wie der Briefroman eine Form des Ich-Romans. Dieser Typus ist gekennzeichnet durch das Fehlen erzählerischer Ergänzungen. Der Text besteht allein aus den Aufzeichnungen der handelnden Romanfigur. Dabei ist die Hauptperson entweder handelnde Person oder Augenzeuge des Geschehens. Ein Tagebuchroman ist immer monoperspektivisch, während der Briefroman sowohl monoperspektivisch als auch multiperspektivisch strukturiert sein kann. Letzteres ist bei einem Briefwechsel zwischen zwei oder mehr Personen der Fall. Weiterhin kennzeichnend für beide Typen ist die Fokussierung auf Gefühle und Empfindungen des Tagebuch- oder Briefschreibers.
Das wohl bekannteste Beispiel für einen Tagebuchroman in der deutschen Kinder- und Jugendliteratur ist Das Tagebuch der Anne Frank. Ein berühmtes Beispiel für einen Briefroman ist Goethes Die Leiden des jungen Werther. Ein Beispiel für einen Briefroman im Jugendbuchbereich ist Liebe Tracey, liebe Mandy des australischen Autors John Marsden, nominiert 1996 für den Deutschen Jugendliteraturpreis in der Sparte Jugendbuch (Originaltitel: Letters from the Inside).

### Umsetzung in anderen Medien
Das Hörbuch zu Julie und Schneewittchen erschien zeitgleich mit dem Buch im Juni 2009. Gelesen wird es von Josefine Preuß, die in der mit dem Adolf-Grimme-Preis ausgezeichneten ARD-Serie Türkisch für Anfänger eine der Hauptrollen spielte.